# Torneo di scacchi Melody Amber

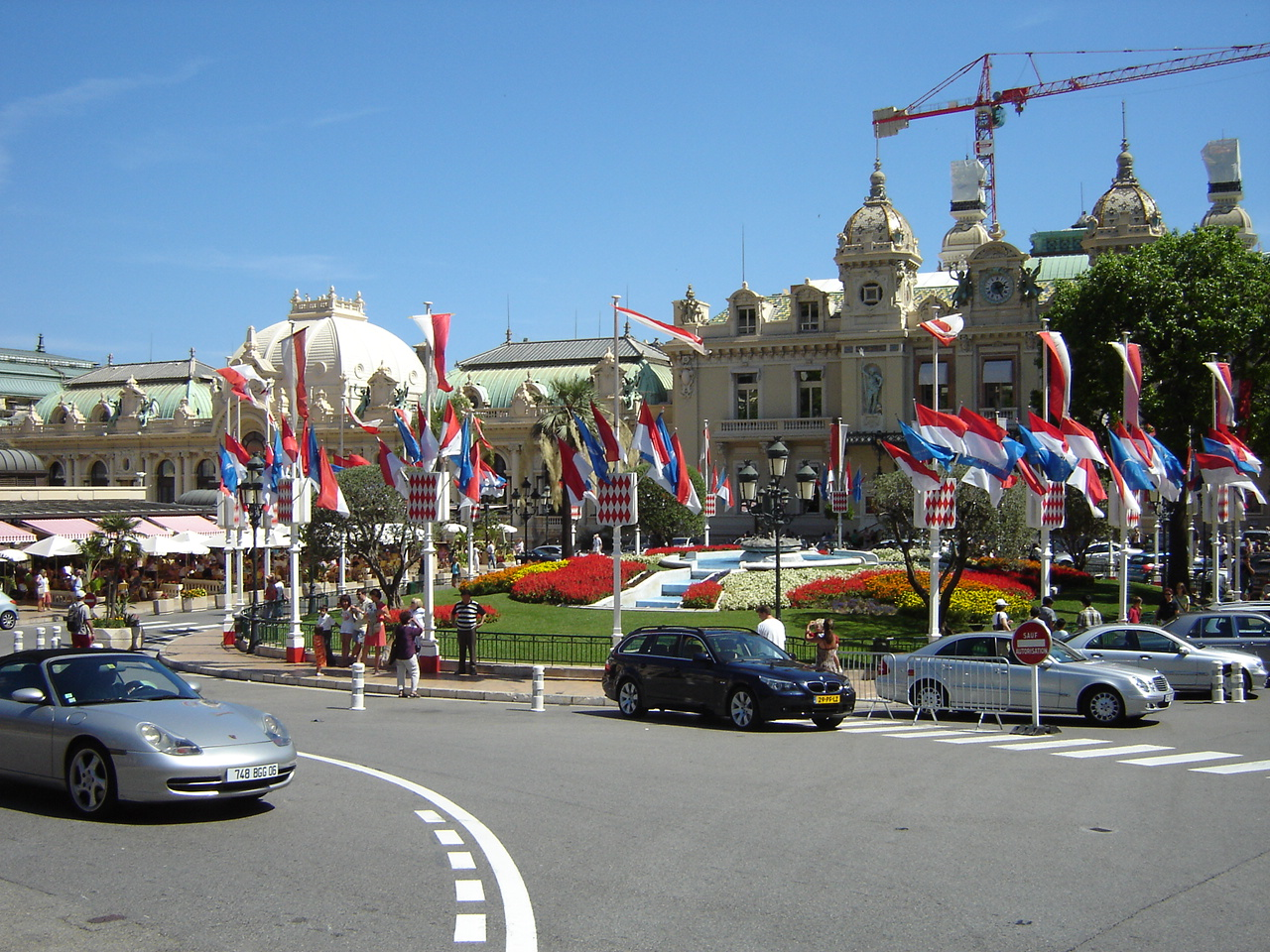
La Place du Casino di Monte Carlo

Il torneo di scacchi Melody Amber è stata una competizione scacchistica ad inviti che si giocava a Monte Carlo tutti gli anni, normalmente in marzo, dal 1992 al 2011. Il nome ufficiale del torneo era Amber Rapid and Blindfold Chess Tournament.
Era sponsorizzato in gran parte dal miliardario e giocatore per corrispondenza olandese Joop van Oosterom; il nome del torneo deriva da quello di sua figlia Melody Amber. Venivano disputati due tornei, uno con cadenza rapida e uno di scacchi alla cieca , entrambi a doppio turno.
La media Elo dei 12 partecipanti è sempre stata molto alta, tipicamente superiore ai 2.650 punti. Il ricco montepremi  veniva suddiviso tra i vincitori dei due tornei e il vincitore della "combinata", ottenuta sommando i risultati dei suddetti tornei. Il primo classificato della combinata era il vincitore ufficiale del torneo. Vladimir Kramnik è il giocatore che vi ha ottenuto più vittorie (6).
La prima edizione venne giocata nel 1992 a Roccabruna, località turistica della Costa Azzurra tra Monte Carlo e Mentone. Non era previsto in questa prima edizione il torneo alla cieca. Le successive edizioni (ad eccezione del 2008 anno in cui si è giocato a Nizza) si sono svolte nel Metropole Palace Hotel, situato nella Place du Casino al centro di Monte Carlo.

## Albo d'oro del torneo
- Nota: le colonne si possono ordinare con i pulsanti a destra dei titoli.

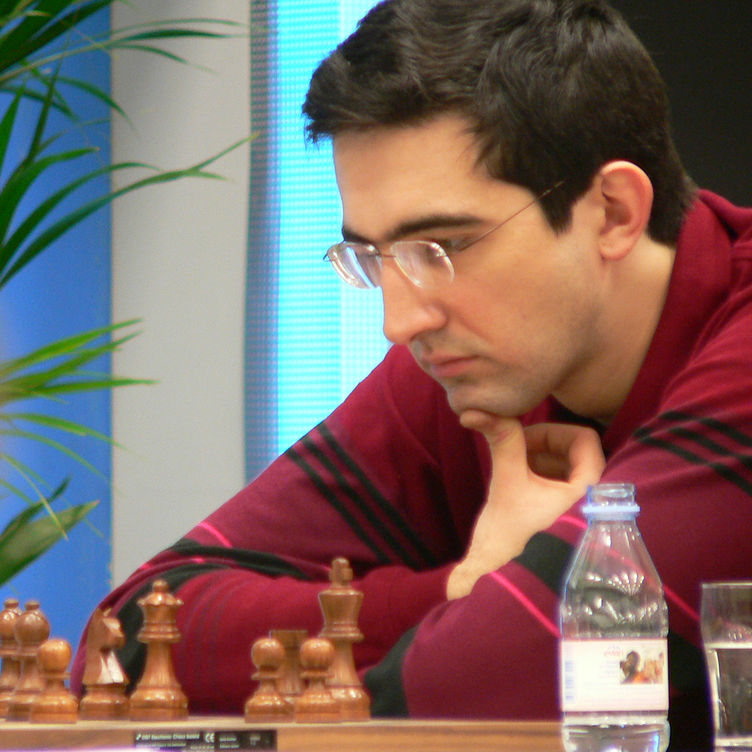
Vladimir Kramnik

| Nr.   | Anno | Combinata                             | Torneo rapid                                     | Torneo alla cieca                                                  |
| ----- | ---- | ------------------------------------- | ------------------------------------------------ | ------------------------------------------------------------------ |
| I     | 1992 | - - - - -                             | Vasyl' Ivančuk [4]                               | - - - - -                                                          |
| II    | 1993 | Ljubomir Ljubojević                   | Ljubomir Ljubojević                              | Viswanathan Anand Anatolij Karpov                                  |
| III   | 1994 | Viswanathan Anand                     | Viswanathan Anand Vladimir Kramnik               | Viswanathan Anand                                                  |
| IV    | 1995 | Anatolij Karpov                       | Vladimir Kramnik                                 | Anatolij Karpov                                                    |
| V     | 1996 | Vladimir Kramnik                      | Viswanathan Anand Vasyl' Ivančuk                 | Vladimir Kramnik                                                   |
| VI    | 1997 | Viswanathan Anand                     | Viswanathan Anand                                | Viswanathan Anand                                                  |
| VII   | 1998 | Aleksej Širov Vladimir Kramnik        | Aleksej Širov Vasyl' Ivančuk                     | Vladimir Kramnik                                                   |
| VIII  | 1999 | Vladimir Kramnik                      | Viswanathan Anand                                | Aleksej Širov Veselin Topalov Vladimir Kramnik                     |
| IX    | 2000 | Aleksej Širov                         | Aleksej Širov                                    | Vladimir Kramnik                                                   |
| X     | 2001 | Vladimir Kramnik Veselin Topalov      | Boris Gelfand Vladimir Kramnik                   | Veselin Topalov                                                    |
| XI    | 2002 | Aleksandr Morozevič                   | Boris Gelfand                                    | AAleksandr Morozevič                                               |
| XII   | 2003 | Viswanathan Anand                     | Evgenij Bareev                                   | Vladimir Kramnik                                                   |
| XIII  | 2004 | Aleksandr Morozevič Vladimir Kramnik  | Viswanathan Anand                                | Aleksandr Morozevič                                                |
| XIV   | 2005 | Viswanathan Anand                     | Viswanathan Anand                                | Viswanathan Anand                                                  |
| XV    | 2006 | Viswanathan Anand Aleksandr Morozevič | Viswanathan Anand                                | Aleksandr Morozevič                                                |
| XVI   | 2007 | Vladimir Kramnik                      | Viswanathan Anand                                | Vladimir Kramnik                                                   |
| XVII  | 2008 | Lewon Aronyan                         | Lewon Aronyan                                    | Vladimir Kramnik Lewon Aronyan Aleksandr Morozevič Veselin Topalov |
| XVIII | 2009 | Lewon Aronyan                         | Viswanathan Anand Lewon Aronyan Vladimir Kramnik | Magnus Carlsen Lewon Aronyan Vladimir Kramnik                      |
| XIX   | 2010 | Vasyl' Ivančuk Magnus Carlsen         | Vasyl' Ivančuk Magnus Carlsen                    | Aleksandr Griščuk                                                  |
| XX    | 2011 | Lewon Aronyan                         | Magnus Carlsen                                   | Lewon Aronyan                                                      |

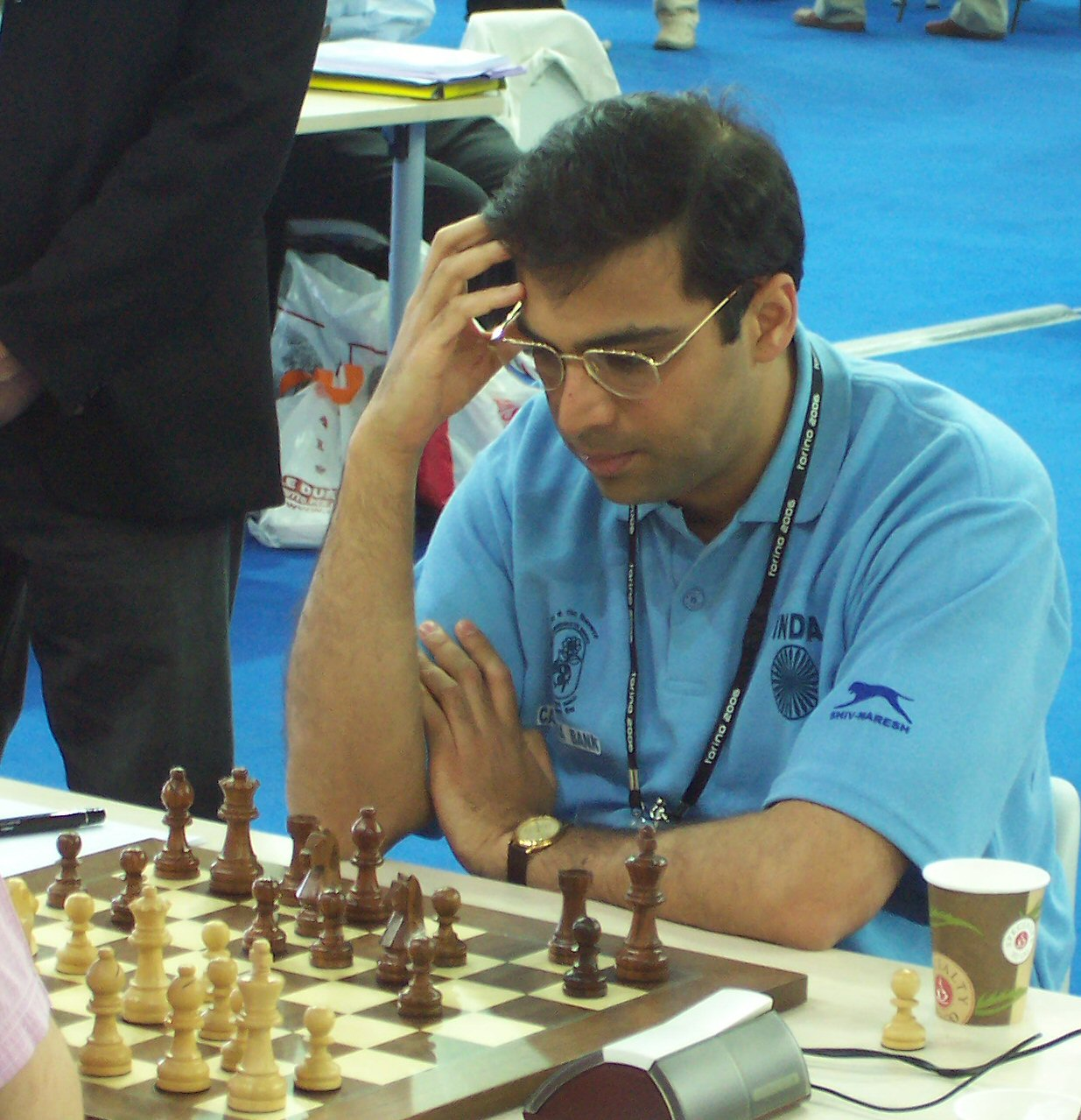
Viswanathan Anand

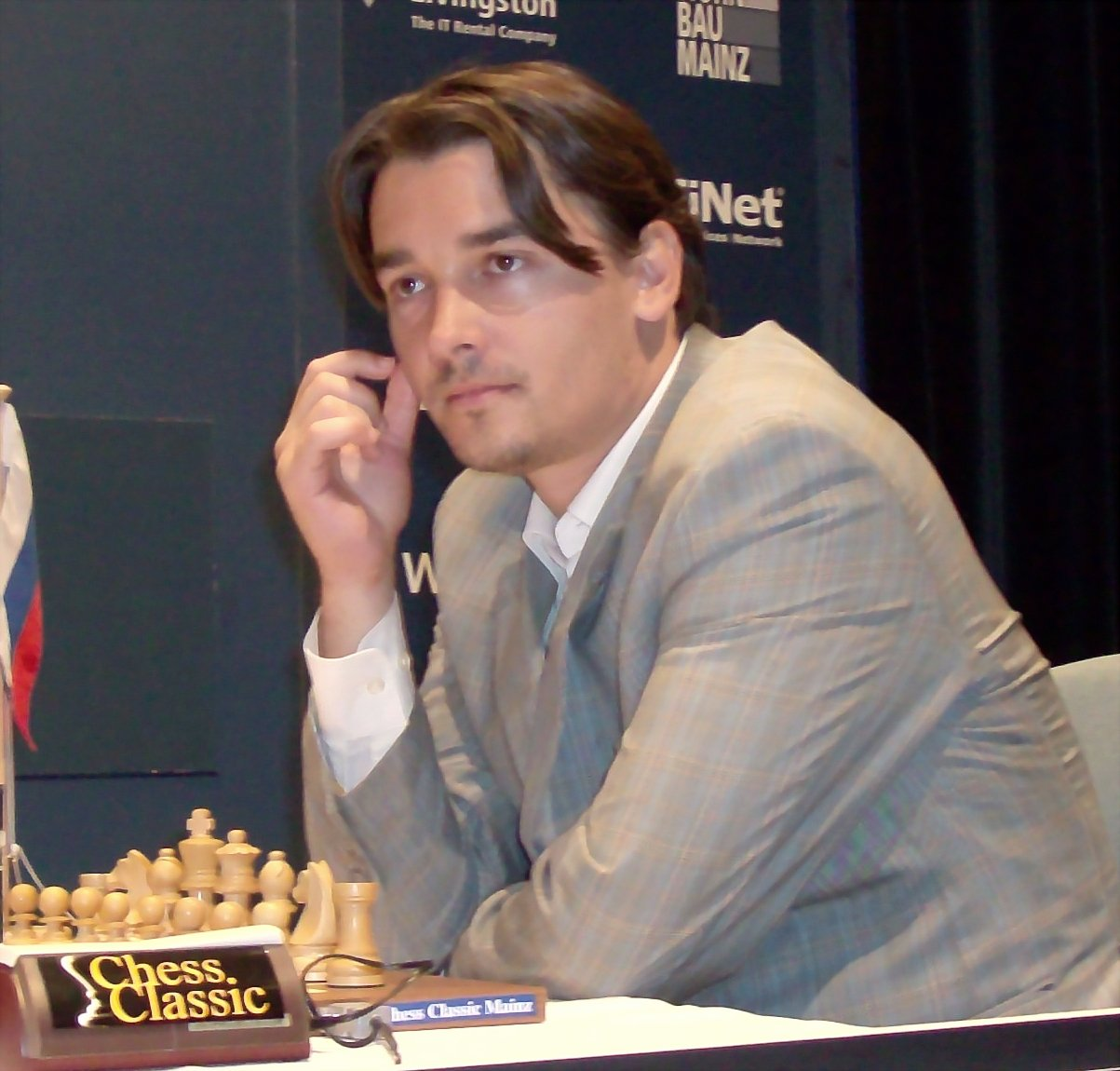
Aleksandr Morozevič

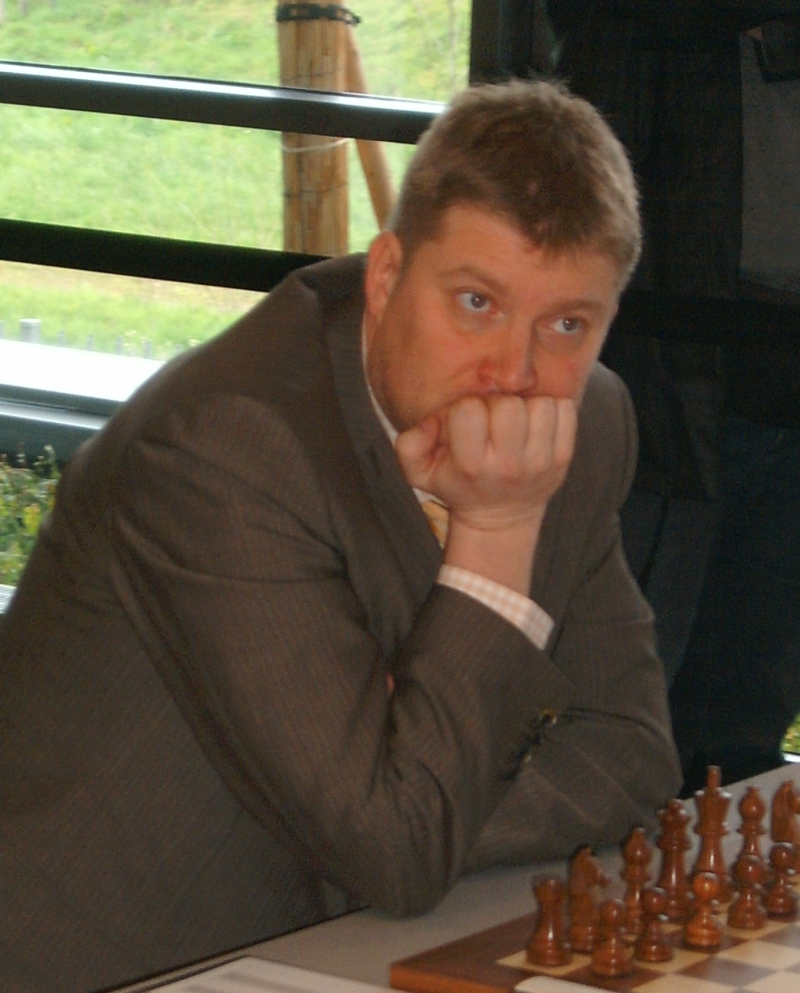
Aleksej Širov

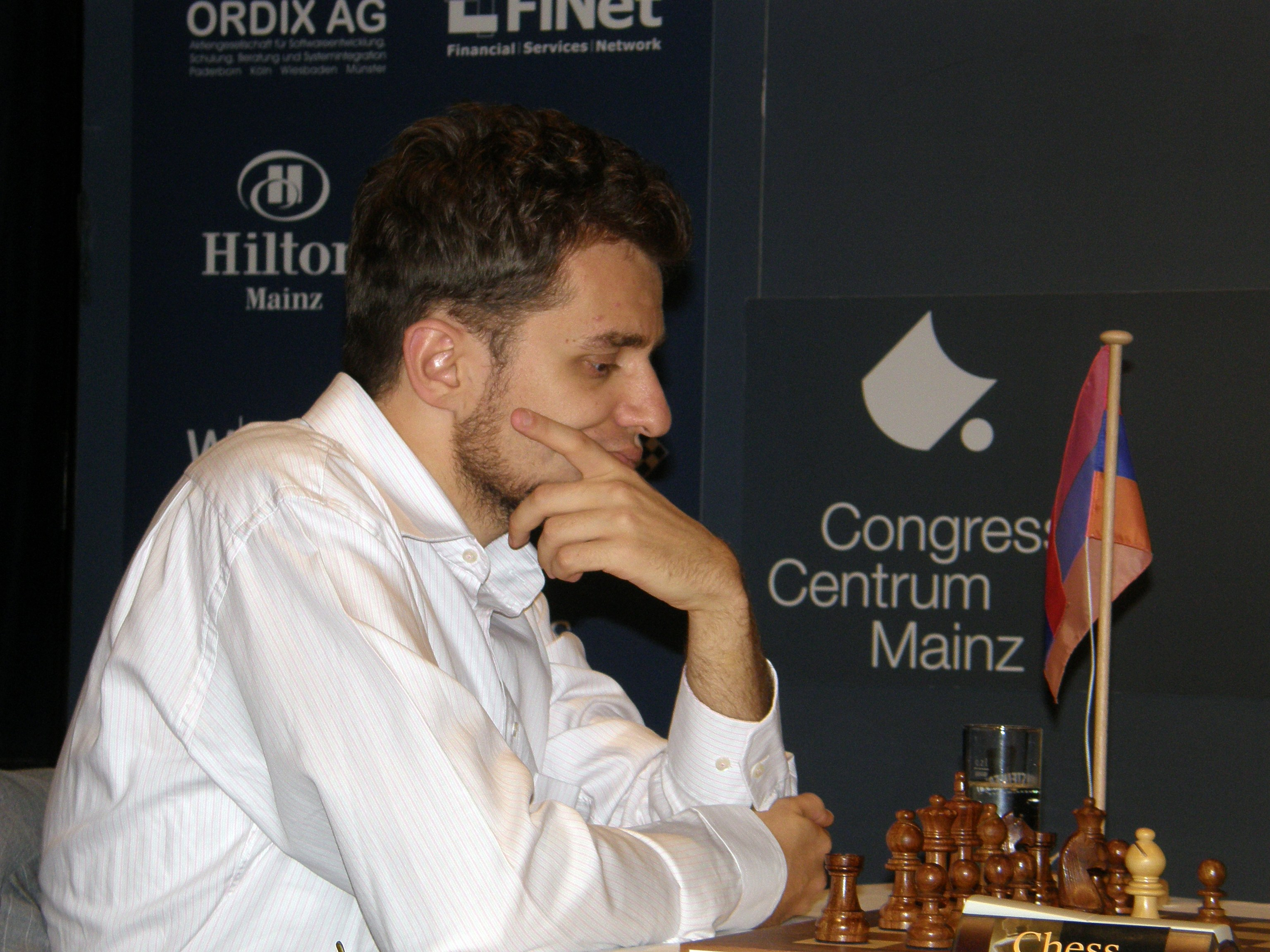
Lewon Aronyan

- Plurivincitori della classifica combinata
  - Kramnik (6); Anand (5); Morozevič e Aronyan (3); Širov e Ivančuk (2).